# Comunità Cattolica d'Integrazione
La Katholische Integrierte Gemeinde (KIG Comunità Cattolica d'Integrazione) è stata una Comunità apostolica nella Chiesa cattolica  secondo il decreto Apostolicam Actuositatem (nn.18 e19) del Concilio Vaticano II. Prima del suo scioglimento era riconosciuta in diverse diocesi in Germania, Austria, Italia e Tanzania e canonicamente eretta dal rispettivo vescovo locale.

## Storia
La KIG (Katholische Integrierte Gemeinde) sorse nel periodo post-bellico ed ebbe come iniziatori Traudl Wallbrecher (nata Weiß) e l’avvocato Herbert Wallbrecher. Il gruppo costituitosi attorno a loro faceva riferimento all’esegesi moderna, al movimento liturgico ed ecumenico, alle radici ebraiche del cristianesimo, alla filosofia e letteratura del dopoguerra (tra l’altro a quelle degli esistenzialisti francesi).
In occasione dell’incontro con mons. Christopher Mwoleka, vescovo tanzaniano, nel 1977, è stata edificata una Comunità d’Integrazione anche in Tanzania. Ora i membri della Comunità gestiscono una scuola e un collegio per ragazze che ha preso il nome di Herbert Wallbrecher School.
Nel 1978 la KIG fu riconosciuta come Associazione pubblica di fedeli dall’arcivescovo di Paderborn, cardinale Johannes Joachim Degenhardt, e nello stesso anno dal cardinale Joseph Ratzinger, allora arcivescovo di Monaco e Frisinga, futuro papa Benedetto XVI.
Nel 2008 si aprirono i lavori della Cattedra per la Teologia del Popolo di Dio presso la Pontificia Università Lateranense a Roma, inaugurata a marzo 2009 da mons. Rino Fisichella.
Nell'ottobre del 2016 iniziò uno studio a distanza  in lingua inglese e tedesca che tratta dell’identità ebraico cristiana e della sintesi tra fede e ragione. 

## Compiti e organizzazione
Negli statuti del 1978  la KIG descriveva il proprio compito come il tentativo «di rendere presente il Vangelo, in un mondo secolarizzato, in una forma tale che anche i lontani possano trovare di nuovo un accesso alla fede della Chiesa cattolica. I suoi membri condividono la vita nei modi più diversi e in tutti gli ambiti della loro esistenza prendendo iniziative in comune, assumendone la responsabilità e il finanziamento».
La KIG era subordinata al vescovo delle diocesi in cui risiedeva e lavorava. Il Pontificio Consiglio per i Laici annoverava il movimento di laici come associazione pubblica di fedeli nella sezione associazioni e movimenti della Chiesa cattolica.
Alla KIG appartenevano famiglie e persone non sposate, laici e sacerdoti, che formavano delle comunità di mensa e di vita comune. Secondo l’autocomprensione e la realtà di vita della KIG «ognuno è responsabile per il suo sostentamento, il suo lavoro, la sua situazione finanziaria e le sue proprietà, la pensione di vecchiaia e la previdenza per le malattie». Secondo gli statuti, l’organo responsabile era l’Assemblea dei membri che eleggeva il Consiglio direttivo e il suo Presidente, i quali erano confermati dal vescovo locale.

## Ispezione canonica a seguito di pesanti accuse (2019) e scioglimento (2020)
A causa di gravi accuse di ex-membri della comunità, l'arcivescovo di Monaco di Baviera, Reinhard Marx, ha nominato il 14 febbraio 2019 due visitatori canonici con il compito di esaminare le condizioni all'interno della comunità nell'arcidiocesi di Monaco e Frisinga, come riportato in un messaggio della Katholischen Nachrichten-Agentur (KNA) . Secondo un resoconto intermedio rilasciato dai visitatori, le modalità in cui la comunità gestisce i suoi membri "sembrano avere sotto molti aspetti il carattere di abuso spirituale". Esisterebbe infatti un sistema di dipendenza mentale e finanziaria nel quale ogni opinione diversa verrebbe presentato come peccato contro lo Spirito Santo. Secondo il rapporto la comunità è stata accusata già da diversi anni anche di abuso psicologico o disciplinare del sacramento penitenziale. Relazioni e matrimoni sarebbero stati istituiti o separati a seconda di ciò che l'assemblea considerava favorevole per la vita della comunità stessa. L'assemblea comunitaria avrebbe deciso se e quando una coppia avrebbe dovuto avere figli. Secondo un portavoce della diocesi di Monaco, la Comunità Cattolica d'Integrazione avrebbe negato qualsiasi collaborazione con i visitatori. Quest'ultimo fatto venne negato dalle autorità comunitarie attraverso una contro-notifica pubblicata dalla KNA , le guide della comunità avrebbero piuttosto "comunicato più volte per iscritto la loro disponibilità a collaborare con i visitatori".
Il 20 novembre 2020 il card. Reinhard Marx comunicò lo scioglimento della comunità nella diocesi di Monaco-Frisinga. A poca distanza di tempo seguirono gli scioglimenti della comunità nelle altre diocesi in cui essa era presente.

## Iniziative
Le iniziative, gestite dai membri della KIG erano le seguenti:
- Catholic Integrated Community
- St. Anna Schulverbund (Associazione Scolastica S.r.l.)
- Cattedra per la teologia del Popolo di Dio presso la Pontificia Università Lateranense a Roma
- Studio a distanza “Teologia del Popolo di Dio”
- Fondazione Professor Ludwig Weimer

Membri e sostenitori:
- Coniugi Traudl (1923-2016) e Herbert Wallbrecher (1922-1997)
- Ludwig Weimer (1940), teologo e sacerdote[31][32][33][34]
- Achim Buckenmaier (1959), teologo e sacerdote[35][36][37]
- Rudolf Pesch (1936-2011), teologo e storico [38][39][40][41][42][43][44][45][46][47][48][49][50]
- Benedetto XVI; papa emerito (1927-2022), amico e sostenitore
- Gerhard Lohfink (1934-2024), teologo e sacerdote[51][52][53][54][55][56][57][58][59][60][61][62][63]
- Michael P. Maier (1961), teologo e sacerdote[64]
- Norbert Lohfink (1928), teologo e sacerdote gesuita[65][66][67][68][69][70][71][72][73][74][75]
- Rudolf Kutschera (1960), teologo e sacerdote